# Mourad Pacha
Mourad Pacha est le quinzième pacha triennal de la régence d'Alger. Il y régna de 1620 à 1626.

## Biographie
Mourad Pacha est l'un des pacha dont la gouvernance est prudente et en retrait. Il a potentiellement dû gérer les bombardements du capitaine néerlandais Lambert où la population, déjà éprouvée par une épidémie de peste, décide de se plier à ses exigences malgré l'opposition des autorités. Khosrô Pacha succède à Mourad Pacha en 1626.